# زنقوفة
زنقوفة قرية في ناحية قرى مركز الحفة التابعة لمنطقة الحفّة في محافظة اللاذقية. بلغ عدد سكانها 853 نسمة عام 2004.